# Cyphomella argentea
Cyphomella argentea är en tvåvingeart som först beskrevs av Henry Keith Townes, Jr. 1945.  Cyphomella argentea ingår i släktet Cyphomella och familjen fjädermyggor. Inga underarter finns listade i Catalogue of Life.